# Juan Pablo II College
Die Asociación Club Deportivo Juan Pablo II College oder kurz Juan Pablo II College ist ein peruanischer Fußballverein aus der Stadt Chongoyape in der Provinz Chiclayo. Er wird auch Los JuanPablinos genannt.

## Geschichte
Der Verein wurde 2015 von der Educational Institution Juan Pablo II College gegründet und nahm zunächst an der zweiten Division der Distriktliga von Chongoyape teil. Ziel war es, die Schüler der Institution sportlich einzubinden. Später wurde jedoch die Verpflichtung von Spielern erlaubt, um in der Copa Perú bessere Ergebnisse zu erzielen. Im Jahr 2022 wurde das Team Vizemeister in der ersten Division des Distrikts und qualifizierte sich für die Provinzphase der Copa Perú. Dort erreichte es die vierte Runde, schied jedoch gegen Boca Juniors aus Chiclayo aus. 
2023 gewann der Verein erstmals die Liga Departamental de Lambayeque und qualifizierte sich für das Halbfinale der Copa Perú, wodurch er den Aufstieg in die Liga 2 sicherte. In seiner ersten Saison in der Liga 2 erreichte Juan Pablo II College das Halbfinale und besiegte Comerciantes im Elfmeterschießen, was den erstmaligen Aufstieg in die peruanische Primera División bedeutete. Das Spiel war jedoch von Kontroversen überschattet: Ein Tor von Juan Pablo II College war klar im Abseits, und ein Comerciantes-Spieler verschoss einen Elfmeter, was zu Verdächtigungen von Schiedsrichterbestechung führte. Diese Vorwürfe wurden durch den Klubbesitzer Agustín Lozano, Präsident des peruanischen Fußballverbands, verstärkt, der bereits wegen Korruptionsvorwürfen bekannt ist. Der Verein wurde seitdem stark kritisiert, sowohl von Fans als auch anderen Vereinen. Im Finale um die Zweitligameisterschaft verlor Juan Pablo II College gegen Alianza Universidad und wurde Vizemeister.

## Erfolge
- Vizemeister der zweiten Liga: 2024

## Stadion
Juan Pablo II College trägt seine Heimspiele im Estadio Municipal de la Juventud, das eine Kapazität von 2500 Plätzen hat, aus.